# Демијан Ворнер
Демијан Дејвид Џорџ Ворнер (енгл. Damian David George Warner; Лондон (Онтарио), 4. новембар 1989.) је канадски атлетичар специјализован за десетобој. Он је олимпијски шампион 2020. и четвороструки освајач медаља на светским првенствима (сребро 2015. и 2023., бронза 2013. и 2019.). Ворнер је такође освојио бронзану медаљу на Олимпијским играма 2016. и био шампион Комонвелта 2014. и двоструки шампион Панамеричих Игара (2015. и 2019.). Такмичећи се у седмобоју, Ворнер је постао светски шампион у дворани у Београду 2022.
Ворнер држи рекорд Олимпијских игара у десетобоју са четвртим најбољим резултатом у историји (9.018 поена).

## Каријера

### Одрастање и рана каријера
Демијанови родитиљу су Кевин и Бренда. У средњој школи се такмичио у фудбалу и кошарци. Ворнеров природни таленат омогућио му је да се без напора пребаци на атлетику. Освојио је сребро у десетобоју на канадском првенству 2010. са коначним резултатом од 7.449 поена. Наставио је да напредује у наредне две године, победивши у десетобоју у наредна два национална првенства. Његов победнички учинак од 8.107 поена омогућио му је да представља Канаду на Олимпијским играма 2012. Ворнер је био пети на овим играма са укупно 8.442 поена, што је био напредак од 335 поена у односу на његов претходни лични рекорд.

### 2013: Бронза са Светског првенства
2013. Ворнер је учествовао на Светском првенству где је освојио бронзану медаљу. Ворнеров коначни резултат од 8.512 био је нови лични рекорд.

### 2015: Сребро на Светском првенству
На Светском првенству 2015. Ворнер је поставио нови национални рекорд од 8.695 поена и освојио сребрну медаљу, иза новог светског рекордера Ештона Итона.

### 2016: Олимпијска бронза
На Олимпијским играма 2016. у Рио де Жанеиру, Ворнер је освојио бронзану медаљу.

### 2019: Светска бронза
Ворнер је на Светском првенству у Дохи 2019. завршио на трећем месту у укупном поретку, иза Никласа Каула из Немачке и Мајсела Уибоа из Естоније.

### 2021: Олимпијско злато
На Олимпијским играма 2020. Ворнер је постао четврти десетобојац који је освојио преко 9.000 поена са резултатом од 9.018. Ово је уједно био и нови олимпијски рекорд.
Након свог достигнућа, Ворнер је именован за носиоца заставе Канаде на церемонији затварања Олимпијских игара. На крају године, Ворнер је награђен наградама Лајонел Конахер и Лу Марш за најбољег спортисту Канаде.

### 2022: Светско злато у седмобоју у дворани
Ворнер је започео сезону 2022. у марту на такмичењу у седмобоју на Светском првенству у дворани 2022. у Београду. Ворнер је поставио нове личне рекорде у спринту на 60 м, 60 м с препонама и скоку у даљ, и освојио златну медаљу са новим националним рекордаом.
На Светском првенству 2022. у финалној дисциплини првог дана, трци на 400 м, Ворнер је доживео повреду тетиве и био приморан да се повуче са такмичења.

### 2023: Светско сребро
Такмичећи се на Светском првенству 2023. Ворнер је освојио сребрну медаљу иза земљака Пирса Лепажа.

### 2024: Олимпијске игре у Паризу
На Олимпијским играма 2024. у Паризу Ворнер није освојио поене у скоку с мотком пошто у три покушаја није успео да прескочи своју почетну висину од 4,60 метара, што га је искључило из борбе за медаљу. Ворнер је одлучио да се не такмичи у последња две дисциплине десетобоја.

## Приватно
Демијенова партнерка је некадашња врхунска препонашица Џенифер Котен. Постали су родитељи сина Теа у марту 2021.

## Лични рекорди (на отвореном)
| Дисциплина         | Резултат    | Место           | Датум             | Поена       |
| ------------------ | ----------- | --------------- | ----------------- | ----------- |
| Десетбој           | 9.018 поена | Токио           | 4–5. август 2021. | 9.018 поена |
| 100 метара         | 10.12[a]    | Гецис           | 25. мај 2019.     | 1.066 поена |
| 100 метара         | 10.12[a]    | Токио           | 4. август 2021.   | 1.066 поена |
| Скок у даљ         | 8.28[b]     | Гецис           | 29. мај 2021.     | 1.133 поена |
| Бацање кугле       | 15.34       | Гецис           | 25. мај 2019.     | 811 поена   |
| Скок у вис         | 2.09        | Гецис           | 25. мај 2013.     | 887 поена   |
| 400 метара         | 46.54       | Атина, Џорџија  | 30. април 2016.   | 981 поена   |
| 110 метара препоне | 13.27       | Едмонтон        | 4. јул 2015.      |             |
| 110 метара препоне | 13.36[a]    | Торонто         | 23. јул 2015.     | 1059 поена  |
| Бацање диска       | 50.26       | Санта Барбара   | 19. март 2016.    | 876 поена   |
| Скок мотком        | 4.90        | Болтон, Онтарио | 16. јул 2016.     | 880 поена   |
| Бацање копља       | 64.67       | Москва          | 11. август 2013.  | 808 поена   |
| 1.500 метара       | 4:24.73     | Торонто         | 23. јул 2015.     | 780 поена   |

## Међународна такмичења
| Година                | Такмичење                   | Место                           | Позиција              | Дисциплина            | Резултат              | Белешка               |
| Представљајући Канаду | Представљајући Канаду       | Представљајући Канаду           | Представљајући Канаду | Представљајући Канаду | Представљајући Канаду | Представљајући Канаду |
| --------------------- | --------------------------- | ------------------------------- | --------------------- | --------------------- | --------------------- | --------------------- |
| 2011                  | Светско првенство           | Даегу, Јужна Кореја             | 18.                   | Десетобој             | 7.832 поена           |                       |
| 2012                  | Олимпијске игре             | Лондон, Уједињено Краљевство    | 5.                    | Десетобој             | 8.442 поена           |                       |
| 2013                  | Светско првенство           | Москва, Русија                  | 3.                    | Десетобој             | 8.512 поена           |                       |
| 2014                  | Светско првенство у дворани | Сопот, Пољска                   | 7.                    | Heptathlon            | 6.129 поена           |                       |
| 2014                  | Игре Комонвелта             | Глазгов, Уједињено Краљевство   | 1.                    | Десетобој             | 8.282 поена           |                       |
| 2015                  | Панамеричке игре            | Торонто, Канада                 | 1.                    | Десетобој             | 8.659 поена           |                       |
| 2015                  | Светско првенство           | Пекинг, Кина                    | 2.                    | Десетобој             | 8.695 поена           |                       |
| 2016                  | Олимпијске игре             | Рио де Жанеиро, Бразил          | 3.                    | Десетобој             | 8.666 поена           |                       |
| 2017                  | Светско првенство           | Лондон, Уједињено Краљевство    | 5.                    | Десетобој             | 8.309 поена           |                       |
| 2018                  | Светско првенство у дворани | Бирмингем, Уједињено Краљевство | 2.                    | Heptathlon            | 6.343 поена           |                       |
| 2018                  | Игре Комонвелта             | Гоулд Коуст, Аустралија         | —                     | Десетобој             | Одустао               |                       |
| 2019                  | Панамеричке игре            | Лима, Перу                      | 1.                    | Десетобој             | 8.513 поена           |                       |
| 2019                  | Светско првенство           | Доха, Катар                     | 3.                    | Десетобој             | 8529 поена            |                       |
| 2021                  | Олимпијске игре             | Токио, Јапан                    | 1.                    | Десетобој             | 9.018 поена           |                       |
| 2022                  | Светско првенство у дворани | Београд, Србија                 | 1.                    | Heptathlon            | 6.489 поена           |                       |
| 2022                  | Светско првенство           | Јуџин, САД                      | —                     | Десетобој             | Одустао               |                       |
| 2023                  | Светско првенство           | Будимпешта, Мађарска            | 2.                    | Десетобој             | 8.804 поена           |                       |
| 2024                  | Олимпијске игре             | Париз, Француска                | —                     | Десетобој             | Одустао               |                       |